# Першозвановка (Днепропетровская область)
Першозвановка (укр. Першозванівка) — село,
Славгородский поселковый совет,
Синельниковский район,
Днепропетровская область,
Украина.
Код КОАТУУ — 1224856204. Население по переписи 2001 года составляло 173 человека.

## Географическое положение
Село Першозвановка находится на правом берегу ручья Осокоровка,
выше по течению на расстоянии в 2 км расположено село Бегма,
ниже по течению на расстоянии в 2 км расположено село Осокоровка.